# 干龟岛国家公园
干龟岛国家公园（Dry Tortugas National Park）是美国的一个国家公园，位于墨西哥湾，佛罗里达州基韦斯特西礁群岛以西约109公里，由7座珊瑚礁岛（Garden, Loggerhead, Bush, Long, East, Hospital和Middle）组成，底端位于西礁岛。公园涵盖262平方公里的面积，但绝大多数是属于海域，保护杰斐逊堡和佛羅里達群島的干龟群岛区域，主要为水体。
园内有丰富的海洋生物，色彩艳丽的珊瑚礁，古老的沉船和沉没的宝物。公园中心的六角形的杰斐逊堡是一座巨大的堡垒，是西半球最大的砖石建筑，使用了超过1600万块砖头。
只能乘飞机或船前往。娱乐活动包括浮潜、野餐、野营、水肺潜水、钓鱼和观鸟。

## 历史
1513年3月，波多黎各总督胡安·龐塞·德·雷昂的舰队由圣胡安启程前往北部寻找梦想中的不老泉。4月2日，庞塞发现并命名了如今的佛罗里达。大概在6月21日，庞斯的舰队抵达了如今的干龟群岛。据说庞塞·德·里昂亲自捕捉到了上百只大海龟，于是小岛被命名为龟岛（西班牙语：Tortugas）。

## 地理
乾龜島是坐落於佛羅里達基韋斯特以西的一系列珊瑚島中的一個小島，是佛羅里達礁島群的最西端，同時，一些從該島延生出的礁石和暗礁繼續向西延生。公園約99%都是水域，東、南、西面皆與佛羅里達礁島群國家海洋保護區接壤，西北面則是托圖爾加生態保護區（Tortugas Ecological Reserve）， 總面積42公頃（104英畝），屬於熱帶海洋氣候。五月到十月是雨季，同時也是颶風季節，而從十一月到來年四月一直是旱季。這裡受颶風和熱帶風暴嚴重影響，同時儘管處在熱帶氣旋影響之下，這裡依然是佛羅里達最乾燥的地區之一，年降水量只有102釐米（49英寸）。這裡氣候變化並不顯著，從夏季最高溫32°C（90°F）到冬季最低溫大約19°C（66°F）。
公園東部、北部和一些中央島嶼在2007年1月19日被指定為“科研自然保護區”（research natural area），禁止在此拋錨以及捕撈任何海洋生物，必須在此拋錨的船要使用指定的繫泊浮筒或者碼頭，而大約54%的公園區域仍然允許捕魚。